# Club Atlético 25 de Agosto
El Club Atlético 25 de Agosto es un club del barrio Villa Dolores. 
Compite profesionalmente en el Torneo Metropolitano.
Los colores de 25 de Agosto son el blanco, rojo y el azul.  
La indumentaria tradicional es la camiseta blanca, con una franja horizontal roja.  
El símbolo que lo representa es el león.  
Es reconocido por su gran y numerosa hinchada que lo sigue a todos lados.  
25 de agosto tiene una canin muy popular en el ámbito del basketball que está siendo muy conocida estos últimos años,queda en la entrada del club. 
FUBB CA 25 de Agosto
Twitter @25deAgostoCA
Instagram
https://instagram.com/c.a.25.de.agosto?igshid=MzRlODBiNWFlZA==

## Historia
El club Veinticinco de Agosto fue creado el 25 de agosto de 1948, por unos vecinos del barrio Villa Dolores (Montevideo), poniéndole este nombre por la fecha de creación y adoptando los colores de la bandera de Artigas.  
Siendo en principio un club de fútbol y bochas, hasta que luego se formó y pasó a ser su mayor patrimonio el basketball. 
Se ha caracterizado por hacer siempre de un club social de barrio, fue así que "25" ha pasado por las categorías de ascenso y jugado un año en primera (1999), además de también haber actuado en basketball femenino y también participar siempre con gran actuación en categorías Formativas.
"25", o "el Veinte", como le dicen todos en el barrio, siempre fue un club muy humilde, y esto hacía que la concurrencia a los partidos de basketball aumentara. 
No obstante, 25 de Agosto no es un cuadro galardonado con muchos trofeos
En el Metro 2017, el equipo tiene un correcto torneo finalizando séptimo, donde probablemente hubiera terminado más alto en la tabla si no hubiera sufrido tantas lesiones.

## Hinchada
Un club de barrio, un barrio humilde, pequeño, pero lleno de alegría.  
La hinchada es seguidora y bullanguera y a pesar de no tener trofeos muy importantes cuenta con la constancia de esta hinchada, sea de local o de visitante. 
De las mejores hinchadas del basquetbol uruguayo a pesar de no haber ganado mucho.  
El club 25 de agosto cuenta con alrededor de 200 socios. 

### Rivales
El clásico de 25 de Agosto es Miramar, por los incidentes ya ocurridos, por las cercanía y lo similares que son los equipos.   
Los encuentros que disputan entre sí hoy en el Torneo Metropolitano generalmente nunca se juegan en los escenarios propios de estos dos clubes, por su capacidad y los accesos.  
A lo largo de la historia, 25 de Agosto estuvo implicado en varios hechos de violencia contra varios cuadros, de entre los que destacan Goes, Aguada, Nacional, y su tradicional rival Miramar.

## Palmarés

### Torneos nacionales
Divisional Tercera de Ascenso (1): 2006.
Subcampeón de la Divisional Tercera de Ascenso: 2015
Torneo Federal de Tercera de Ascenso (3): 1967, 1972 y 1990.

## Historial
| Torneo                                   | Posición     | Puntos | PlayOff                                     |
| ---------------------------------------- | ------------ | ------ | ------------------------------------------- |
| Metropolitano 2004                       | 5.º (9-4)    | 22     | QF vs Nacional (0-2)                        |
| Metropolitano 2005                       | 13.º (9-17)  | 35     |                                             |
| Metropolitano 2007                       | 9.º (6-7)    | 19     | Liguilla ascenso 10.º (1-8)                 |
| Metropolitano 2008                       | 10.º (10-14) | 34     |                                             |
| Metropolitano 2009                       | 5.º (12-10)  | 34     |                                             |
| Metropolitano 2010                       | 9.º (9-13)   | 31     |                                             |
| Metropolitano 2011                       | 10.º (3-15)  | 21     | Descenso: 0-2 (Capitol) y 0-2 (Verdirrojo)  |
| DTA 2012                                 | 4.º (13-5)   | 31     | Ascenso:                                    |
| Metropolitano 2013                       | 10.º         |        |                                             |
| Metropolitano 2014                       | 12.º (4-18)  | 26     |                                             |
| DTA 2015                                 | 2.º (14-4)   | 32     | Ascenso                                     |
| Liga Uruguaya de Ascenso 2016 Metro 2016 | 10.º (9-15)  | 33     | Permanencia: 3-2 (Olivol)                   |
| Metro 2017                               | 6.º (12-12)  | 36     |                                             |
| El Metro 2018                            | 7.º (10-10)  | 30     | Ascenso: 0-2 (Unión Atlética)               |
| LUA 2019                                 | 6.º (7-5)    | 19     | Liguilla 7.º (3-4), Playoffs 0-2 vs Peñarol |

## Plantel
| Plantel Torneo Metropolitano 2019 | Plantel Torneo Metropolitano 2019 | Plantel Torneo Metropolitano 2019 | Plantel Torneo Metropolitano 2019 | Plantel Torneo Metropolitano 2019 |
| --------------------------------- | --------------------------------- | --------------------------------- | --------------------------------- | --------------------------------- |
| Numero                            | Jugador                           | Posición                          | F. de nacimiento                  | Altura                            |
| 24                                | Edison Espinosa                   | C                                 |                                   |                                   |
| 15                                | Facundo Terra                     | SG                                |                                   |                                   |
| 10                                | Federico Gómez                    | PG                                |                                   |                                   |
| 17                                | Federico Koster                   | PG                                |                                   |                                   |
| 12                                | Franco Canavessi                  | C                                 |                                   |                                   |
|                                   | Javier Crocano                    | F                                 |                                   |                                   |
| 2                                 | Lucas Lepiani                     | SG                                |                                   |                                   |
| 14                                | Marco Pochintesta                 | PF                                |                                   |                                   |
| 18                                | Nicolás Koster                    | PG                                |                                   |                                   |
| 99                                | Pierino Rüsch                     | G                                 |                                   |                                   |
| 25                                | Qiydar Davis                      | F                                 |                                   |                                   |
| 13                                | Sebastián Ottonello (C)           | PF                                |                                   |                                   |
| 7                                 | Theo Metzger                      | F                                 |                                   |                                   |

- Datos: Q5772984